# Verbascum adenophorum
Verbascum adenophorum är en flenörtsväxtart som beskrevs av Pierre Edmond Boissier. Verbascum adenophorum ingår i släktet kungsljus, och familjen flenörtsväxter. Inga underarter finns listade i Catalogue of Life.